# 鄧洢玲
鄧洢玲（英語：Elaine Tang，1984年5月22日—），原名鄧鈺玲，曾以另一個名字鄧伊玲出道，前now寬頻電視和ViuTV藝員，現為按摩院東主。曾為少女模特兒的鄧洢玲，也拍攝過不少廣告。

## 簡介
鄧洢玲在1996年畢業於獻主會溥仁小學下午校；當時仍用原名「鄧鈺玲」。後來就讀聖母書院，加入模特兒行列後曾是施念慈旗下的模特兒。2011年底，鄧洢玲參加now TV舉辦「CEO 選拔賽」入到總決賽，最後得到亞軍；之後正式加入Now TV，主要為Now觀星台做主持。2016年4月初，她兼ViuTV的工作範疇，參加的節目包括真人騷節目《G-1格鬥會》做打女，她透露當時參賽者黎美言，怒轟行為陰險和傷心，其後因父親去世，故此退出賽事。
2017年1月22日，鄧洢玲旗下Blossom - The Secret Garden開幕，她透露3個月籌備過百萬港元。
2017年2月，鄧洢玲接受Esquire Hong Kong、our cup of tea訪問，討論有關過往趣事，以及有關性的開放態度。

## 演出

### 劇集
TVB
- 《赤沙印記@四葉草.2》
- 《逆天奇案》

RTHK
- 《周公解夢》
- 《沒有牆的世界》

### 電視節目主持
now TV 觀星台
- 《102觀星總部》
- 《Petgazine II》

now TV 101台
- 2014年：《有一種幸福叫沖繩》[16]

viuTV
- 《G-1格鬥會》（參賽者）
- 《體育係… 》
- 《的士Go》
- 《晚吹: 啪啪聲，太好聽》
- 《七救星》（第11集嘉賓）
- 《晚吹: 總有一件喺左近》

### MV
- 《Crying in the party》陳奕迅
- 《死守》方力申
- 《挪亞方舟》關心妍

### 寫真
- 《Honey Juicy》（2011年）

## 外部連結
- 鄧洢玲的Facebook專頁
- 鄧洢玲的Instagram帳戶